# 太田川 (徳島県)
太田川（おおたがわ）は、徳島県阿南市、小松島市を流れる二級河川である。

## 地理
阿南市羽ノ浦町に水源があり、同市那賀川町内を流れ小松島市和田島町で小松島湾（紀伊水道）に注ぐ。那賀川の旧河道で、河口付近は徳島藩政期以降の新田である。現在は用水として沿岸の水田灌漑に利用されている。

## 流域の主な施設
- 小松島市立和田島小学校
- 徳島県道218号和田島赤石線

## 流域の自治体
徳島県
阿南市、小松島市